# Архипелаг Гулаг
Архипелаг Гулаг је документарна књига нобеловца Александра Солжењицина, објављена 1973, која се бави судбином политичких затвореника у СССР у периоду стаљинизма (1924−1953).

## Публикација
Након што је КГБ конфисковао Солжењицинове материјале у Москви, током 1965–1967, припремни нацрти дела су претворени у готови куцани текст, понекад сакривени у кућама његових пријатеља у Подмосковљу и другде. Док је држан у КГБ-овом затвору Лубјанка 1945. године, Солжењицин се спријатељио са Арнолдом Сусијем, адвокатом и бившим естонским министром образовања, који је заробљен након што је Совјетски Савез окупирао Естонију 1944. године. Солжењицин је поверио Суси оригинални откуцани и лекторисани рукопис готовог дела, након што су урађене копије и на папиру и на микрофилму. Ћерка Арнолда Сусија, Хели Суси, касније је држала „мастер копију“ скривену од КГБ-а у Естонији све до распада Совјетског Савеза 1991.
Године 1973. КГБ је запленио једну од само три постојеће копије текста који су се још увек налазили на совјетском тлу. Ово је постигнуто након испитивања Елизавете Вороњанске, једне од Солжењицинових дактилографкиња од поверења, која је знала где је откуцана копија сакривена; неколико дана након што ју је КГБ пустио на слободу пронађена је обешена на степеништу свог стана; очигледно се или обесила или је убијена (3. августа 1973). Иако је раније желео да се прво објави у Русији, након што је Солжењицин сазнао за њену смрт, одлучио је да следећег месеца, септембра, дозволи објављивање у Паризу. Прво издање дела објавила је (на руском) француска издавачка кућа Éditions du Seuil неколико дана после Божића 1973; добили су зелено светло од Солжењицина, али су одлучили да објаве дело десетак дана раније него што је очекивао. Вести о природи дела одмах су изазвале пометњу, а преводи на многе друге језике уследили су у наредних неколико месеци, понекад произведени у трци са временом. Американац Томас П. Вити је превео енглеску верзију; његов енглески и француски превод појавио се у пролеће и лето 1974.
Солжењицин је желео да се рукопис прво објави у Русији, али је знао да је то немогуће у условима који су тада постојали. Књига је имала дубок ефекат на међународном нивоу. Не само да је то изазвало енергичну дебату на Западу; само шест недеља након што је дело напустило париске штампе и сам Солжењицин је био приморан да оде у изгнанство. Пошто је поседовање рукописа представљало ризик од дуге затворске казне за „антисовјетске активности“, Солжењицин никада није радио на рукопису у потпуном облику. Пошто је био под сталном присмотром КГБ-а, Солжењицин је у сваком тренутку радио само на деловима рукописа, како не би угрозио целу књигу ако би случајно био ухапшен. Због тога је разне делове посла тајио широм Москве и околних предграђа, у бригу својих поузданих пријатеља. Понекад, када их је наводно посећивао на друштвеним позивима, заправо је радио на рукопису у њиховим домовима. Током већег дела овог времена, Солжењицин је живео у дачи светски познатог виолончелисте Мстислава Ростроповича, а због репутације и угледа музичара, упркос појачаној контроли совјетских власти, Солжењицин је био прилично сигуран од претрага КГБ-а. Солжењицин није мислио да ће ова књига бити његово одлучујуће дело, јер га је сматрао за новинарско и дело из домена историје, а не високом књижевношћу.
Са могућим изузетком Једног дана из живота Ивана Денисовича, то је његово најпознатије и најпопуларније дело, барем на Западу. Завршен 1968. године, Архипелаг Гулаг је микрофилмован и прокријумчарен Солжењициновом главном правном заступнику, Фрицу Хибу из Цириха, да би чекао објављивање; каснији штампани примерак, такође прокријумчарен, потписао је Хајнрих Бел у подножју сваке странице како би се доказао против могућих оптужби за фалсификовано дело. Солжењицин је био свестан да постоји обиље материјала и перспективе о Гулагу који ће се наставити у будућности, али је сматрао да је књига са његове стране завршена. Ауторски хонорар и приход од продаје књиге пребачени су у Фонд за помоћ Солжењицину за помоћ бившим затвореницима логора. Његов фонд, (Руски социјални фонд), који је морао да ради у тајности у својој родној земљи, успео је да пребаци значајне количине новца за помоћ бившим затвореницима Гулага 1970-их и 1980-их.

## Пријем и утицај
Почев од 2009. године, руске школе су издавале књигу као обавезну лектиру. Руски председник Владимир Путин назвао је књигу „преко потребном“, док је руско Министарство просвете саопштило да књига приказује „витално историјско и културно наслеђе о току домаће историје 20. века“. Арсениј Рогински, тадашњи шеф организације за људска права Меморијал, поздравио је Путинову подршку уџбенику Солжењицина. Наталија Решетовскаја, Солжењицинова прва супруга, написала је у својим мемоарима из 1974. да њен муж то дело не сматра историјским или научним истраживањем, и навела да је то збирка логорског фолклора која садржи сирови материјал који Солжењицин планира да користи у својим будућим публикацијама. Њене књиге је објављивао Новости Прес, који је водио КГБ. Њен уредник тамо је био Константин Семјонов, који је постао њен трећи муж.

### Критика
Историчар и архивски истраживач Стивен Г. Виткрофт описао је књигу као „изврсно књижевно ремек-дело, оштру политичку оптужницу против совјетског режима и имала је огроман значај у покретању питања совјетске репресије у руској свести“. Виткрофт је написао да је књига у суштини „књижевно и политичко дело“, и да „никада није тврдио да логоре ставља у историјску или друштвено-научну квантитативну перспективу“, али да је у случају квалитативних процена Солжењицин дао своју високу оцену како је желео да изазове совјетске власти да покажу да су „размери логора били мањи од овога“. Историчар са Универзитета у Калифорнији Џ. Арч Гети написао је о Солжењициновој методологији да је „таква документација методички неприхватљива у другим областима историје“. Габор Ритерспорн је поделио Гетијеву критику, рекавши да је „склон да да предност нејасним реминисценцијама и причама из друге руке... [и] неизбежно [води] ка селективној пристрасности“.
У интервјуу за немачки недељни лист Ди Зит, британски историчар Орландо Фајџиз изјавио је да су се многи затвореници Гулага које је интервјуисао за своје истраживање тако снажно идентификовали са садржајем књиге да су постали неспособни да разликују своја искуства и оно што су читали: Гулаг Архипелаг је говорио за цео народ и био је глас свих оних који су страдали“. Совјетски дисидент и историчар Рој Медведев назвао је књигу „изузетно контрадикторном“; у рецензији за књигу, Медведев ју је описао као без конкуренције по свом утицају, рекавши: „Верујем да је мало оних који ће устати са својих столова након што прочитају ову књигу исто као када су отворили њену прву страницу. У том погледу немам са чиме да упоредим Солжењицинову књигу ни у руској ни у светској књижевности.“
Романописац Дорис Лесинг рекла је да је књига „срушила империју“, док је аутор Мајкл Скамел описао књигу као гест који је „изводио у лице изазов совјетској држави, доводећи у питање сам њен легитимитет и захтевајући револуционарне променити“. О његовом утицају, филозоф Ијзаја Берлин је написао: „Све до Гулага, комунисти и њихови савезници нису убеђивали своје следбенике да су осуде режима углавном буржоаска пропаганда. Амерички дипломата Џорџ Ф. Кенан рекао је да је књига „најмоћнија појединачна оптужница против политичког режима која је икада подигнута у модерно доба“. Аутор Том Батлер-Боудон описао је књигу као „Солжењицинов споменик милионима мучених и убијених у Совјетској Русији између бољшевичке револуције и 1950-их“. У издању The Book Show речено је да је књига помогла да се разоткрије бруталност совјетског система.  Психолог Џордан Питерсон, који је написао предговор скраћеног издања поводом педесете годишњице објављеног 1. новембра 2018, описао је књигу као најважнију књигу двадесетог века.
Повучене су паралеле између књиге и третмана Лиао Јивуа, дисидента који је, према агенцији Франс прес, „кинески Солжењицин“. Аутор Дејвид Ајкман изјавио је да је Лиао први кинески писац дисидент који је „дошао до веома детаљног приказа затворских услова укључујући мучење у Кини на исти начин на који је [совјетски дисидент Александар] Солжењицин урадио у Гулаг Архипелагу“. Новинар Мустафа Акјол је 2019. повукао паралелу између књиге и кампова за преваспитање у Синђангу.